# Geometra albopunctata
Geometra albopunctata är en fjärilsart som beskrevs av Heinrich Gottfried von Mattuschka 1805. Geometra albopunctata ingår i släktet Geometra och familjen mätare. Inga underarter finns listade i Catalogue of Life.